# Карпинский, Вячеслав Алексеевич
Вячеслав Алексеевич Карпинский (16 января 1880, Пенза — 20 марта 1965, Москва) — видный участник марксистского революционного движения в Российской империи. Публицист, редактор и член редколлегий многих периодических изданий. Доктор экономических наук, Герой Социалистического Труда (1962).

## Биография
Родился в семье чиновника. Отец — Алексей Петрович (1845—1920), губернский секретарь; мать — Евгения Павловна (урождённая Брусницына).
В 1888—1899 годах учился во 2-й Пензенской мужской гимназии. В этой гимназии также учились будущий режиссёр Всеволод Мейерхольд и киноактёр Иван Мозжухин (историческое здание 2-й Пензенской мужской гимназии в г. Пензе по улице Володарского, 5 сохранилось до наших дней и является памятником истории и культуры федерального значения; в настоящее время в нём располагается управление образования г. Пензы).
В 1896 году организовал в г. Пензе марксистский кружок и вел пропагандистскую работу в городе и уезде.
В 1899 году поступил на медицинский факультет Харьковского университета, за участие в революционном движении был отчислен. Член РСДРП с 1898 г. Один из организаторов «Союза борьбы за освобождение рабочего класса» в Харькове.
В 1902 году выслан в Вологду, там же отбывали ссылку философ Николай Бердяев, ученый Александр Богданов и будущий нарком Анатолий Луначарский, но тяжелые условия и отсутствие нормального медобслуживания привели к тому, что в 1904 году Карпинский бежал из ссылки за границу.
В Женеве под руководством В. И. Ленина работал в газетах «Вперёд» и «Пролетарий»; сотрудничал в «Правде».
В годы первой мировой войны 1914—1918 годов организовал издание газеты «Социал-демократ». Выполнял задания В. И. Ленина, который написал Карпинскому более 100 писем. После возвращения в 1917 году в Россию работал в газете «Деревенская правда», заведовал агитационно-инструкторским отделом ВЦИК. Во время Гражданской войны 1918—1920 годов на агитационном пароходе «Красная звезда» редактировал газету «Красная звезда». С 1918 год по 1922 год — редактор газеты «Беднота» (с перерывами).
В 1918—1927 годах был членом редколлегии газеты «Правда», членом редакций ряда газет и журналов. В 1936—1937 годах работал в аппарате ЦК ВКП(б). С 1937 года занимался научной и литературной работой. Избирался делегатом 8-го, 16-го и 22-го съездов коммунистической партии. Избирался членом ВЦИК с 1-го по 7-й созывы.
В. А. Карпинский написал ряд книг, брошюр и статей о В. И. Ленине, истории Коммунистической партии и Советского государства.
Награждён тремя орденами Ленина. 4 мая 1962 года за многолетнюю самоотверженную работу, большие заслуги в организации и развитии партийной и советской печати ему было присвоено звание Героя Социалистического Труда.
Умер 20 марта 1965 года в Москве, похоронен на Новодевичьем кладбище.
В октябре 1965 года улица Городок была переименована в честь Карпинского.

## Семья
- Брат — Александр Алексеевич Карпинский (1884—1937, репрессирован и расстрелян), реабилитирован в 1989 году[7].
- Брат — Павел Алексеевич Карпинский (1885— февраль 1942), умер от истощения во время Ленинградской блокады[8].
- Первая жена (1911—1917) — Сара Наумовна Равич; вместе с ней руководил в Женеве библиотекой имени Г. А. Куклина[9].
- Вторая жена — Берта Семёновна Карпинская (в девичестве Брук) (16.01.1895, Орша — 18.11.1940). Её брат — Вениамин Семёнович Брук (1892—1938, расстрелян), прокурор в Управлении Северных железных дорог, председатель совета Дома кино, затем заведующий отделом реализации треста Театрпромснабсбыт Комитета по делам искусств при Совнаркоме СССР.
  - Сын — Лен Карпинский (26.11.1929 — 12.06.1995), диссидент, журналист.
- Третья жена (с 1940 года) — Ирина Семёновна Карпинская (в девичестве Брук) (09.03.1905, Орша — 01.08.2005), пианистка, музыкальный педагог, родная сестра второй жены. У неё было двое детей от первого брака с Е. М. Тамаркиным — Феликс и Светлана. Светлану В. А. Карпинский удочерил[4].